# Collegio uninominale Liguria - 03 (Camera dei deputati 2020)
Il collegio elettorale uninominale Liguria - 03 è un collegio elettorale uninominale della Repubblica Italiana per l'elezione della Camera dei deputati.

## Territorio
Come previsto dalla legge n. 51 del 27 maggio 2019, il collegio è stato definito tramite decreto legislativo all'interno della circoscrizione Liguria.
È formato dal territorio di 14 comuni della città metropolitana di Genova: Bargagli, Bogliasco, Davagna, Fascia, Fontanigorda, Gorreto, Lumarzo, Montebruno, Pieve Ligure, Propata, Rondanina, Rovegno, Sori e Torriglia e da parte del territorio del comune di Genova (Municipi n. 1 Centro Est, n. 2 Centro Ovest, n. 3 Bassa Val Bisagno, n. 4 Media Val Bisagno, n. 8 Medio Levante e n. 9 Levante).
Il collegio è parte del collegio plurinominale Liguria - 01.

## Eletti
| Elezione | Elezione | Deputato       | Partito             |
| -------- | -------- | -------------- | ------------------- |
|          | 2022     | Luca Pastorino | èViva               |
|          | 2023     | Luca Pastorino | Partito Democratico |

## Dati elettorali

### XIX legislatura
Come previsto dalla legge elettorale, 147 deputati sono eletti con sistema a maggioranza relativa in altrettanti collegi uninominali a turno unico.
| Candidati                                 | Candidati                | Voti    | %     | Liste                          | Voti    | %     |
| ----------------------------------------- | ------------------------ | ------- | ----- | ------------------------------ | ------- | ----- |
|                                           | Luca Pastorino ✔️ Eletto | 73 407  | 36,06 | Partito Democratico-IDP        | 52 156  | 25,62 |
| Alleanza Verdi e Sinistra                 | Luca Pastorino ✔️ Eletto | 73 407  | 36,06 | 11 665                         | 5,73    |       |
| +Europa                                   | Luca Pastorino ✔️ Eletto | 73 407  | 36,06 | 8 436                          | 4,14    |       |
| Impegno Civico - Centro Democratico       | Luca Pastorino ✔️ Eletto | 73 407  | 36,06 | 1 150                          | 0,56    |       |
|                                           | Sandro Biasotti          | 72 100  | 35,42 | Fratelli d'Italia              | 41 397  | 20,34 |
| Lega                                      | Sandro Biasotti          | 72 100  | 35,42 | 15 066                         | 7,40    |       |
| Forza Italia                              | Sandro Biasotti          | 72 100  | 35,42 | 11 094                         | 5,45    |       |
| Noi moderati/Lupi - Toti - Brugnaro - UDC | Sandro Biasotti          | 72 100  | 35,42 | 4 554                          | 2,24    |       |
|                                           | Maria Tini               | 27 081  | 13,30 | Movimento 5 Stelle             | 27 081  | 13,30 |
|                                           | Davide Falteri           | 17 849  | 8,77  | Azione - Italia Viva - Calenda | 17 849  | 8,77  |
|                                           | Marco Martini            | 4 560   | 2,24  | Italexit per l'Italia          | 4 560   | 2,24  |
|                                           | Daniela Colleo           | 3 512   | 1,73  | Italia Sovrana e Popolare      | 3 512   | 1,73  |
|                                           | Laura Tonelli            | 3 483   | 1,71  | Unione Popolare                | 3 483   | 1,71  |
|                                           | Luca De Pasquale         | 1 403   | 0,69  | Vita                           | 1 403   | 0,69  |
|                                           | Roberto Sensoni          | 168     | 0,08  | Noi di Centro – Europeisti     | 168     | 0,08  |
| Totale                                    | Totale                   | 203 563 | 100   |                                | 203 563 | 100   |
|                                           |                          |         |       |                                |         |       |
| Schede bianche                            | Schede bianche           | 2 154   | 1,02  |                                |         |       |
| Schede nulle                              | Schede nulle             | 5 684   | 2,69  |                                |         |       |
| Votanti                                   | Votanti                  | 211 401 | 65,03 |                                |         |       |
| Elettori                                  | Elettori                 | 325 072 |       |                                |         |       |